# Wadi Halhal
El Wadi Halhal (en árabe: وادي هالحال‎, romanizado: Wādī Ḩālḥāl) es un valle o río seco, con caudal efímero o intermitente, que fluye casi exclusivamente durante la temporada de lluvias, situado al noreste de los Emiratos Árabes Unidos, en el Emirato de Ras al Jaima.
Es afluente del Wadi Ghalilah, por la margen izquierda, y su abanico aluvial se forma por los barrancos y torrenteras que discurren por la vertiente noroeste del Jabal Shintal (1.435 m.) y por la vertiente norte del Jabal Rahabah (1.543 m.). 

## Recorrido
En su recorrido, desde el sur y el sureste, al noroeste, dividido en dos ramas, el Wadi Halhal atraviesa en su zona alta, zonas de cultivo, algunas pequeñas granjas con cabras, y casas diseminadas, y en su curso medio cruza la localidad de Halhal, que ha tenido un rápido crecimiento en los últimos años, vinculada a la actividad económica de Ghalilah, su zona portuaria, la industria cementera, y su importante planta desaladora de agua.

## Toponimia
Nombres alternativos: Wadi Halhal, Wādī Ḩalḩal, Wādī Ḩālḥāl.
El nombre de este wadi quedó registrado en la documentación y mapas elaborados entre 1950 y 1960 por el arabista, cartógrafo, militar y diplomático británico Julian F. Walker, durante los trabajos efectuados para el establecimiento de fronteras entre los entonces denominados Estados de la Tregua, completados posteriormente por el Ministerio de Defensa del Reino Unido, en mapas a escala 1:100.000 publicados en 1971.
Existen interesantes referencias bibliográficas al Wadi Halhal, en las obras publicadas por el antropólogo británico William Lancaster, y también figura, con la grafía Wādī Ḩalḩal, en el Atlas Nacional de Emiratos Árabes Unidos.

## Población
El área geográfica del Wadi Halhal estuvo poblada históricamente por la tribu seminómada Shihuh, sección de Bani Shatair (en árabe: بني شطير‎), que ocupaba, entre otros territorios, las zonas tribales de Bani Bakhit, Banī Sā`ad y Maḩābīb.